# Абдувалиев, Туланбай Абдувалиевич
Абдувалиев Туланбай Абдувалиевич (каз. Абдувалиев Төленбай Абдууәліұлы; 4 мая 1928, Чимкент, КазАССР — 19 ноября 2007, Шымкент, Казахстан) — советский и казахстанский учёный в области химической технологии силикатов, доктор технических наук (1986), профессор (1988). 

## Биография
Родился 4 мая 1928 года в городе Чимкент (ныне Шымкент), Казахская ССР. В 1952 году окончил Чимкентский технологический институт строительных материалов по специальности «Технология силикатов».
В 1952-1956 работал на Ашхабадском стекольном комбинате имени В. И. Ленина дежурным инженером, затем начальником цеха.
В декабре 1956 года вернулся в Чимкент, работал на Чимкентском химико-фармацевтическом заводе имени Ф. Э. Дзержинского.
Научная и преподавательская деятельность
С 1957 года – преподаватель в Казахском химико-технологическом институте (КазХТИ). Преподавал физическую химию силикатов и тугоплавких соединений, химическую технологию стекла и ситаллов, специальные силикатные системы.
В 1968 году защитил кандидатскую диссертацию на тему «Исследование процесса кристаллизации тефрито-базальтов юга Казахстана».
В 1986 году в Ташкентском государственном техническом университете защитил докторскую диссертацию на тему «Теоретические и технологические основы синтеза мономинеральных стеклокристаллических материалов из отходов промышленности и горных пород». В 1988 году ему присвоено звание профессора.
Был членом специализированных советов по защите диссертаций в трех технических научных и учебных заведениях Казахстана.
Автор более 260 научных статей, 4 монографий и учебников,. Под его руководством защищены 6 кандидатских диссертаций.
С 1968 года заведовал кафедрой «Общая технология силикатов» КазХТИ. Под его руководством кафедра стала авторитетным научным центром, продолжателем школы выдающегося ученого, лауреата Ленинской премии, профессора Павлушкина Н. М. В области химии и технологии стекла и стеклокристаллических материалов Абдувалиев считался ведущим специалистом в Казахстане и одним из ведущих в СССР (КазХТИ входил в число трех лидирующих вузов СССР в этой сфере).
Внёс значительный вклад в развитие материаловедения и технологий производства специальных материалов из стекла и ситаллов (стеклокристаллов), в изучение теоретических основ получения стеклокристаллических материалов из горных пород и отходов промышленности. Разработанные им материалы использовались при строительстве объектов Министерства обороны СССР и космодрома Байконур. Всего за его авторством запатентовано 16 изобретений.
В 1991 году для экспериментальных работ и технологических исследований для промышленного применения на основе теоретических разработок Абдувалиева была создана хозрасчетная лаборатория «Кристалл» (с 1992 года –  НИИ «Специального материаловедения»). 

Вуз всегда славился своими научными школами, внесшими большой вклад в развитие промышленности и экономики в целом. Например, вошли в историю отрасли ученые-разработчики химической технологии силикатов академик НАН РК Султан Сулейменов и профессоры Туланбай Абдувалиев, Беген Есимов, Виктор Шевко. ... На базе технологии, разработанной основателем научной школы академиком Султаном Сулейменовым и профессором Туланбаем Абдувалиевым, было построено первое казахстанское камнелитейное предприятие— Казахстанская правда, 2022 год